# Фёдор Кузьмич
Фёдор Кузьми́ч (Феодор Томский, Феодор Козьмич; 1776 (1777) — 20 января (1 февраля) 1864, Томск) — старец, живший в Сибири в XIX веке. Согласно одной из легенд, возникшей в середине XIX века (ещё при жизни старца), считается российским императором Александром I, инсценировавшим свою смерть и ставшим скитальцем. Вопрос о тождественности Фёдора Кузьмича с императором историками однозначно не решён.
Фёдор Кузьмич за своё подвижничество в 1984 году канонизирован Русской православной церковью в лике праведных в составе Собора сибирских святых.

## Жизнеописание

### Арест и ссылка
Сведений о ранних годах жизни Фёдора Кузьмича нет, первое известие о нём относится к 4 сентября 1836 года: он проезжал на лошади, запряжённой в телегу, в неизвестном направлении через Кленовскую волость Красноуфимского уезда Пермской губернии. Фёдор остановился у кузницы подковать лошадь, вызвал своим поведением и уклончивыми ответами подозрения у кузнеца, который доложил о нём властям.
Старец был задержан как бродяга, на его спине были следы ударов кнутом, каких-либо документов при себе он не имел. 10 сентября его дело было рассмотрено судом: задержанный назвался шестидесятилетним Фёдором Козьмичем Козьминым (после этого данная фамилия, как и какая-либо другая, старцем никогда не называлась), не смог назвать своего происхождения. По возрасту он был непригоден для отдачи в солдаты и поэтому, как бродяга, получил 20 ударов кнутом и был сослан в Сибирь. Приговором Фёдор Кузьмич был доволен, но попросил расписаться за него мещанина Григория Шпынёва, заявив, что сам неграмотен (хотя последующие факты свидетельствуют об обратном).
13 октября 1836 года с 43-й партией ссыльных он был направлен по этапу в Боготольскую волость Мариинского уезда Томской губернии. За время пути по этапу расположил к себе заключённых и конвоиров, проявляя заботу о слабых и больных. Старец был единственным арестантом, которого не заковали в кандалы. В материалах Томской экспедиции о ссыльных сохранилось описание внешности Фёдора Кузьмича:

рост 2 аршина и 6 с 3/4 вершков, глаза серые, волосы на голове и в бороде светло-русые с проседью, кругловатый подбородок, на спине — следы от побоев кнутом.

26 марта 1837 года партия ссыльных прибыла в Томск, откуда Фёдор Кузьмич был направлен дальше к месту ссылки. Старца приписали к деревне Зерцалы, но поселили при Краснореченском винокуренном заводе, где он прожил пять лет. Из-за возраста старца не привлекали к принудительным работам. Известно, что местный казак Семён Сидоров, видя склонность старца к уединению, построил ему келью-избушку в станице Белоярской.

### Период странствий
Обретя свободу перемещения, Фёдор Кузьмич начал странствовать по деревням Мариинского уезда. Источником его дохода было обучение детей (грамоте, Священному Писанию, истории), в качестве платы он брал только пищу, отказываясь от денег. Старца начали почитать за праведную жизнь, обращались к нему за советами по различным житейским вопросам. В этот же период возникает легенда о его царственном происхождении.
К первым сообщениям о его тождестве с императором Александром I относятся:
- в доме казака Сидорова, приютившего старца, появился казак Березин, долгое время служивший в Петербурге, в Фёдоре Кузьмиче он опознал покойного императора;
- в начале XX века появилось свидетельство казака Антона Черкашина, который сообщал, что местный священник Иоанн Александровский, сосланный в Сибирь из Петербурга, также опознал в старце царя и утверждал, что не мог ошибиться, так как неоднократно видел Александра I в столице;
- известное по рассказу казака Сидорова высказывание Фёдора Кузьмича, которое было расценено как наличие у него связей в петербургском обществе:

Вспоминая однажды в разговоре Красноярск и его начальство и будучи чем-то недоволен, старец сказал: «…Стоит мне только гаркнуть слово в Петербурге, то весь Красноярск содрогнётся от того, что будет».

Возникшая известность заставила старца практически не выходить из своей кельи, позднее он оставил станицу Белоярскую и поселился в селе Зерцалы в бедной крестьянской семье. Из старого овечьего хлева ему сделали келью, в которой он прожил 10 лет. Жительница села позднее рассказывала, что Фёдор Кузьмич каждую субботу встречал партии арестантов, проходившие через окраину села, и давал им щедрую милостыню. В 1843 году, по некоторым данным, он работал на золотых приисках в Енисейской тайге. Со слов крестьян, знавших Фёдора, известно, что он обладал большой физической силой: поднимал на вилы копну сена и метал её на стог.
В 1849 году старец переселился в село Краснореченское, где ему построил келью крестьянин Иван Латышев. Сохранились воспоминания местных жителей о том, что там старца навещал Иркутский епископ Афанасий (Соколов), с которым он разговаривал на французском языке. Старец встречался также с епископом Томским Парфением (с 1863 года архиепископ Иркутский и Нерчинский). В 1850-е годы келью старца на пасеке Латышева посетил писатель Лев Толстой, который целый день беседовал с Фёдором Кузьмичом.
Ряд исследователей сообщает об обширной переписке, которую вёл Фёдор Кузьмич. В числе его корреспондентов называют барона Дмитрия Остен-Сакена, в имении которого в Прилуках (Киевская губерния) долгое время якобы хранились письма старца, но затем они бесследно исчезли. Также сообщается о переписке Фёдора Кузьмича с младшим братом Александра I императором Николаем I, которая велась с помощью шифра. Получив известие о смерти императора, старец заказал отслужить панихиду, на которой долго молился со слезами.
В этот период начинают активно циркулировать слухи, что сибирский старец — это император Александр I. Жители села Зерцалы в начале XX века хранили у себя в часовне якобы оставленные Фёдором Евангелие, Киево-Печерскую икону Божией Матери и «раскрашенный вензель на бумажном листе, изображающий букву „А“, с короной над ней и летающим голубком вместо горизонтальной перемычки в букве». Параллельно растёт популярность старца как обладателя дара чудотворения (описаны истории разоблачения им беглого каторжника-убийцы, исцеления больного священника, предсказания счастливого брака и т. п.). В образованном старце с аристократическими манерами жители сибирских деревень видели личность с благородным прошлым и спрашивали об этом старца. По воспоминаниям, он давал следующий уклончивый ответ:

Я сейчас свободен, независим, покоен. Прежде нужно было заботиться о том, чтобы не вызывать зависти, скорбеть о том, что друзья меня обманывают, и о многом другом. Теперь же мне нечего терять, кроме того, что всегда останется при мне — кроме слова Бога моего и любви к Спасителю и ближним. Вы не понимаете, какое счастье в этой свободе духа.

### Жизнь у купца Хромова

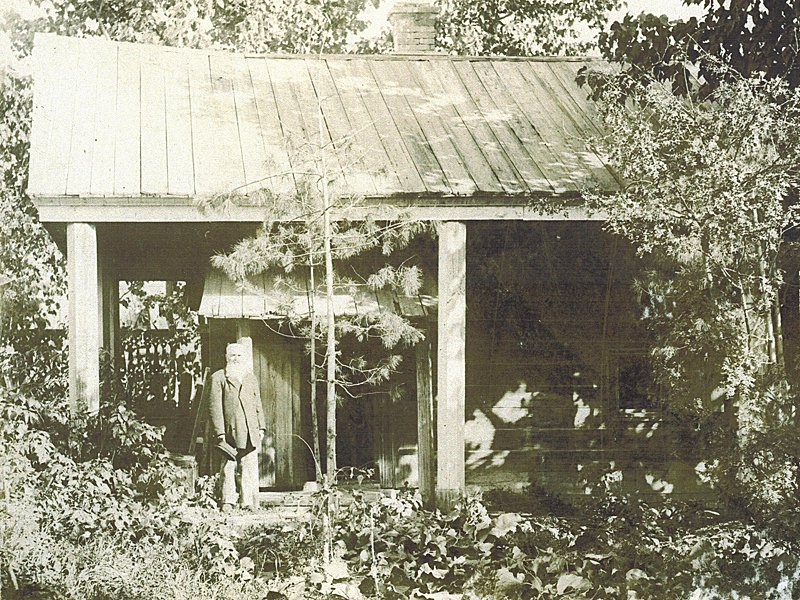
Келья старца Феодора Кузьмича в усадьбе купца С. Ф. Хромова на Монастырской улице.

В период странствий по Томской губернии он познакомился с купцом Семёном Хромовым, который в 1858 году уговорил его переселиться к нему в Томск. Фёдор Кузьмич дал согласие и стал проживать на загородной купеческой заимке (в настоящее время посёлок Хромовка в черте Томска) или в самом городе во флигеле дома Хромова на Монастырской улице (современная улица Крылова).
В Томске Фёдор регулярно посещал церковные службы в домовой церкви архиерейского дома, а позднее в церкви Казанской иконы Пресвятой Богородицы. На службах старец занимал место в стороне, ближе к двери и на предложение Томского епископа Порфирия молиться в его моленной рядом с алтарём ответил отказом. В начале его жизни в Сибири в его адрес сыпались упрёки, что он, регулярно посещая церковные службы, не бывает при этом у причастия. Появились обвинения в сектантстве и духовной прелести. Затем стало известно, что у него есть духовник, — протоиерей Красноярской кладбищенской церкви Пётр Попов, у которого он принимает Святые Дары. Известно также, что он бывал на исповеди у будущего томского епископа Парфения (Попова) и томских иеромонахов Рафаила и Германа. Они утверждали, что знают, кто он, но отказывались разгласить тайну исповеди.
Особо им отмечался день памяти князя Александра Невского, небесного покровителя императора Александра I. В этот день он посещал своих знакомых Анну и Марфу, которые готовили праздничный обед, после которого старец рассказывал: «Какие торжества были в этот день в Петербурге — стреляли из пушек, развешивали ковры, вечером по всему городу было освещение и общая радость наполняла сердца человеческие…» Известны также рассказы старца о событиях Отечественной войны 1812 года, о жизни Петербурга, воспоминания об Аракчееве, Суворове, Кутузове.
Старец отличался простотой быта: летом носил белую рубашку из деревенского холста и шаровары, зимой надевал длинный тёмно-синий халат или сибирскую доху, на ногах носил чулки и кожаные туфли. Спал на доске, обтянутой холстом. Имел репутацию постника, не любил жирной и вкусной пищи, питался в основном сухарями, вымоченными в воде, но не отказывался и от мяса. Старец много времени проводил в молитвах, после смерти обнаружилось, что его колени покрыты толстыми мозолями от длительного стояния на них.

### Смерть

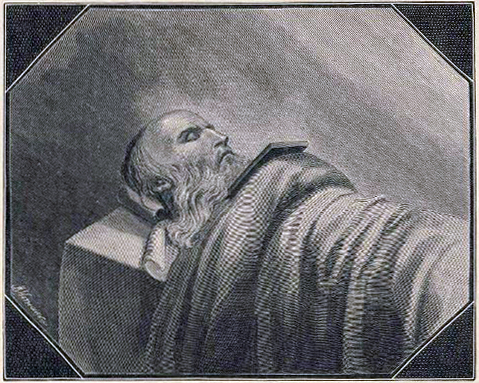
Фёдор Кузьмич на смертном одре
(рисунок неизвестного художника, 22 января 1864 года)

Незадолго до смерти Фёдор Кузьмич посетил казака Семёна Сидорова, а затем вернулся в Томск, где прожил некоторое время, страдая от некой болезни. Перед смертью его посетил для исповеди отец Рафаил из Алексеевского монастыря. Сообщается, что на исповеди старец отказался назвать имя своего небесного покровителя («Это Бог знает»), а также имена своих родителей («Святая Церковь за них молится»). Сохранился известный со слов купца Хромова (о том, что его мнение скорее всего предвзято, см. раздел Легенды) его разговор с Фёдором Кузьмичом накануне его смерти:

«Благослови, батюшка, спросить тебя об одном важном деле».
«Говори. Бог тебя благословит», — ответил старец.
«Есть молва, — продолжал Семён Феофанович, — что ты, батюшка, не кто иной, как Александр Благословенный… Правда ли это?…»
Старец, услыша эти слова, стал креститься и говорит: «Чудны дела Твои, Господи… Нет тайны, которая бы не открылась».

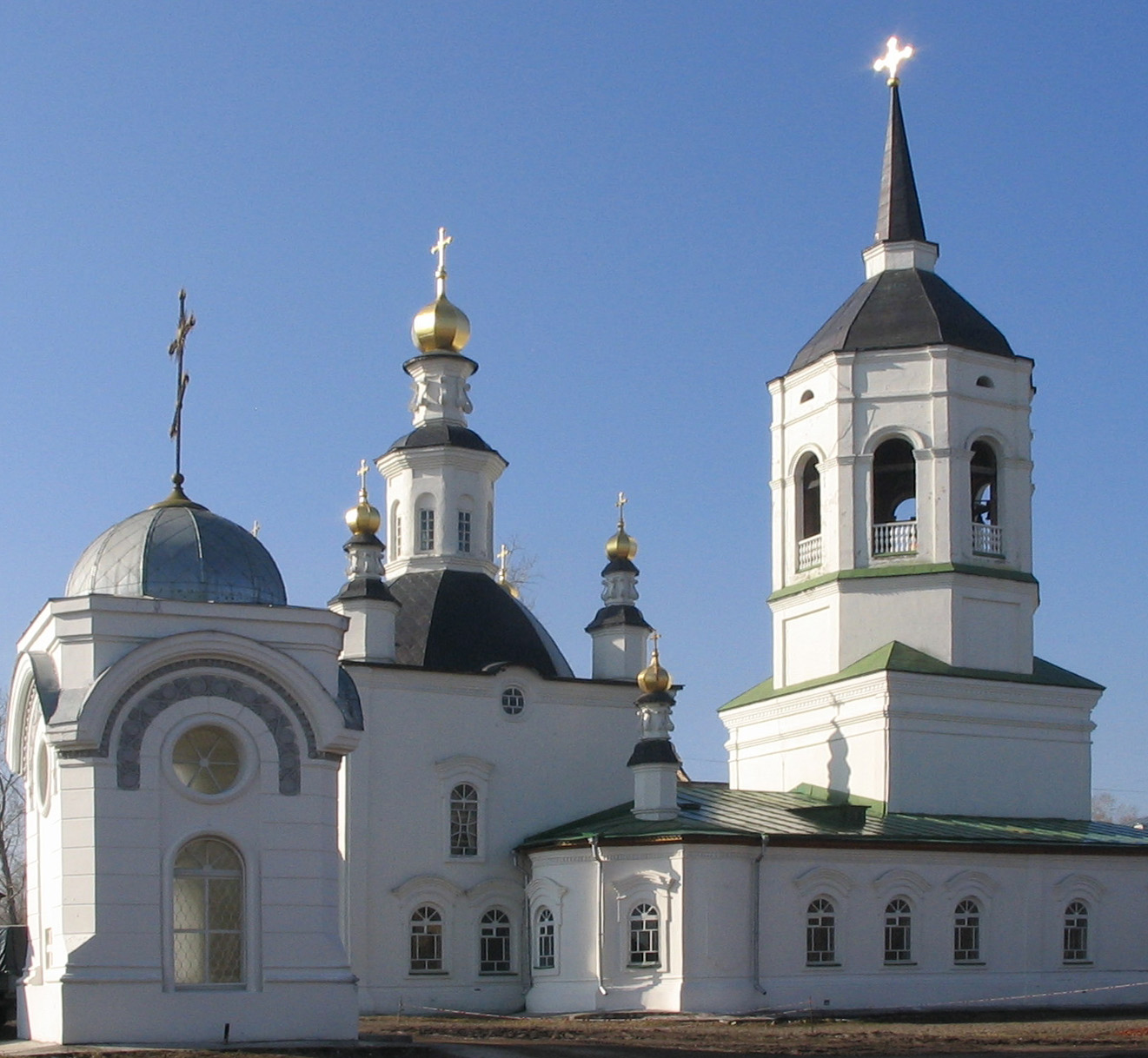
Церковь Казанской иконы Богородицы и часовня Фёдора Кузьмича (Богородице-Алексеевский монастырь, Томск)

Скончался Фёдор 20 января 1864 года, согласно метрической записи 80-ти лет от роду. Был похоронен в ограде Богородице-Алексеевского мужского монастыря, на могиле почитателями был установлен крест с надписью: «Здесь погребено тело Великого Благословенного старца Феодора Козьмича, скончавшегося 20 января 1864 года». На второй день после смерти старца был сделан его карандашный портрет на смертном одре (при жизни Фёдор отказывал в написании своего портрета). В 1866 году по инициативе купца Хромова был написан карандашный портрет старца, имевшего схожие черты лица с императором Александром I, но не совпадающие с лицом старца, нарисованным сразу после его смерти. С него томским фотографом Ефимовым были сделаны фотоснимки, которые пользовались популярностью среди горожан. Позднее Хромов заказал у неизвестного томского художника два портрета: императора Александра I (копия с портрета работы Д. Доу) и Фёдора Кузьмича, которые повесил в келии старца. Позднее портреты были помещены в часовню, построенную над его могилой. В 1924 году после закрытия Богородице-Алексеевского монастыря они поступили в собрание Томского областного краеведческого музея.
После смерти старца купец Хромов разбирал оставшиеся после него вещи. Среди них им якобы были обнаружены:
- документ о бракосочетании императора Александра I: «толстый лист синеватого цвета, где часть слов была отпечатана типографским способом, а часть написана от руки. Внизу листа находилась белая печать с изображением церкви»[5];
- небольшое резное распятие из слоновой кости;
- цепь ордена Андрея Первозванного;
- нарисованный вензель в виде буквы «А»;
- псалтырь с надписью: «Сей псалтырь принадлежит Саранской Петропавловской обители рясофорному монаху Алексею Золотареву»[15].

Также были найдены короткие шифрованные записки, получившие название «тайна Фёдора Кузьмича».

## «Тайна» Фёдора Кузьмича
Незадолго до своей смерти Федор со словами «В нём моя тайна» указал Хромову на мешочек, висящий над кроватью старца. После кончины старца мешочек был вскрыт, в нём обнаружились две записки — узкие бумажные ленты, исписанные с обеих сторон. Кроме этих записок сохранилась написанная старцем выдержка из Священного Писания, датированная 2 июня 1849 года, и конверт с надписью «Милостивому государю Семиону Феофановичу Хромову».
Содержание записок было довольно туманным и при желании позволяло интерпретировать их как в качестве подтверждения, так и опровержения легенды об императорском происхождении старца.
- Первая записка[16]:

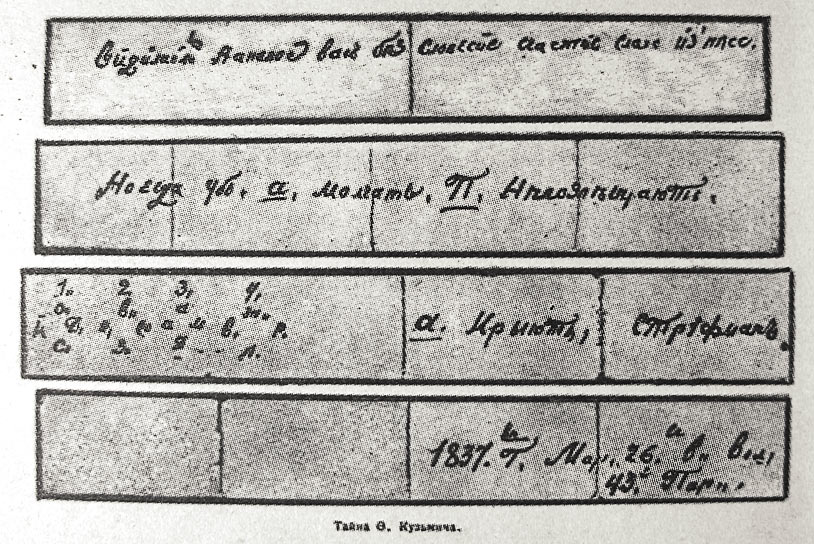
«Тайна» Фёдора Кузьмича

— текст на лицевой стороне: ВИДИШИЛИ НАКАКОЕ ВАСЪ БѢЗСЛОВЕСИЕ СЧАСТИЕ СЛОВО ИЗНѢСЕ
— текст на оборотной стороне: НО ЕГДА УБО А МОЛЧАТЪ П НѢВОЗВѢЩАЮТЪ
- Вторая записка[16]:

— текст на лицевой стороне:
| 1 | 2  | 3  | 4    |  |                    |
| о | в  | а  | зн   |  |                    |
| i | Дк | ео | амвр |  | А КРЫЮТЪ СТРУФИАНЪ |
| с | з  | Д  | я    |  |                    |

— текст на оборотной стороне:
| ВО      | ВО     |   |     |
| 1837 г. | МАР.26 | В | ВОЛ |
|         | 43 пар |   |     |

Попытки расшифровать данные записки предпринимались неоднократно.
Подлинные записки считаются исчезнувшими при неизвестных обстоятельствах в 1909 году. В настоящее время сохранились лишь их фотокопии, причём не очень хорошего качества, что значительно затрудняет их дальнейшую идентификацию и дешифровку.

### Расшифровка В. В. Барятинского
Исследователь легенды о старце конца XIX века В. В. Барятинский предлагал следующий вариант расшифровки текстов записок:
- Лицевая сторона первой записки: «Видишь ли, на какое молчание вас обрекло ваше счастье и ваше слово»;
- Оборотная сторона первой записки: «Но когда Александры молчат, Павлы не возвещают» (в значении — когда Александр хранит молчание, то его не терзают угрызения совести относительно Павла);
- Лицевая сторона второй записки: «Я скрываю тебя, Александр, как страус, прячущий свою голову под крыло»;
- Оборотная сторона второй записки: «1837 г. МАР 26» (дата прибытия старца к месту ссылки), «в. вол» (Б(В)оготольская волость — место ссылки), «43 Пар» (сорок третья партия ссыльных)[18].

### Расшифровка И. С. Петрова

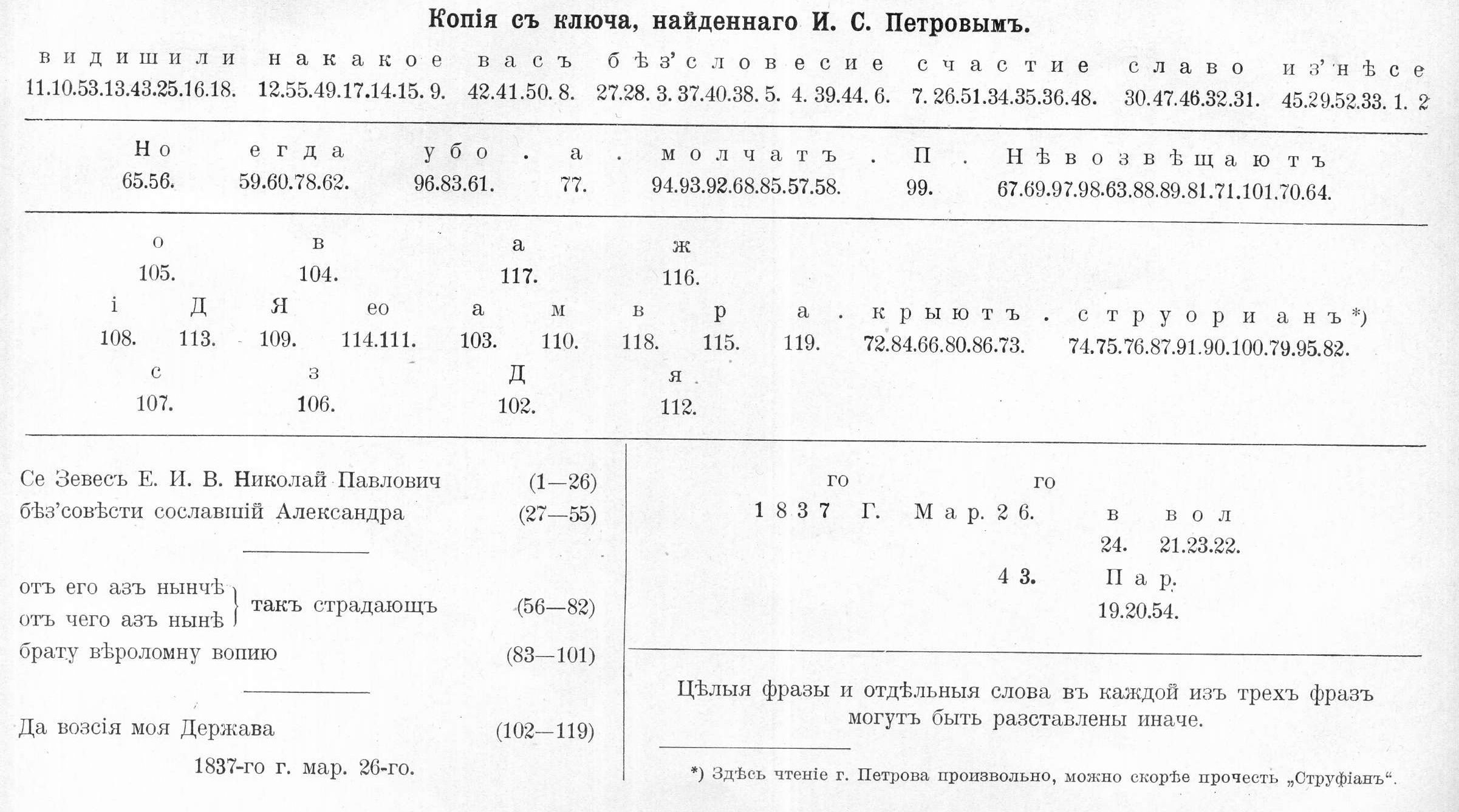
Ключ И. С. Петрова

Иван Петров, преподаватель Санкт-Петербургского театрального училища, заинтересовавшись записками, путём перестановки букв подобрал ключ для прочтения «тайны» старца. Данной расшифровкой заинтересовался великий князь Николай Михайлович и привёл её в своей работе про Фёдора Кузьмича:
Се Зевес И.Е.В. Николай Павлович 

без совести сославший Александра

от его (чего) аз нынче так страдающь

брату вероломно вопию

Да возсия моя Держава

1837-го г. Мар. 26-го
Николай Михайлович пишет, что это — первая удачная попытка расшифровать записку, но всё же эта расшифровка, сообщающая о том, что Александра сослал его брат Николай, не соотносится с общим характером легенды. Также он отмечает, что по его мнению «записка есть плод воображения кого-то, кто видел и знал старца и, будучи знаком с легендой, хотел ввести в заблуждение всех тех, кому удалось бы разгадать смысл этой загадки».

## Легенды

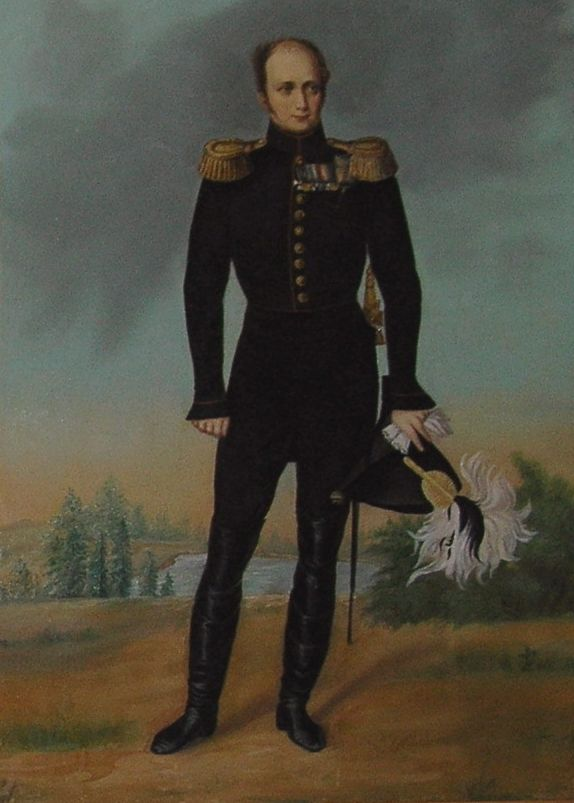
Александр I (копия с портрета Д. Доу, заказанная С. Хромовым)

### Император Александр I
Одна из легенд дома Романовых гласит, что Фёдор Кузьмич — это император Александр I, скоропостижная смерть которого в Таганроге породила в народе массу слухов (Николай Шильдер в своей биографии императора приводит 51 мнение, возникшее в течение нескольких недель после смерти Александра). Один из слухов сообщал, что «государь бежал под скрытием в Киев и там будет жить о Христе с душею и станет давать советы, нужные теперешнему государю Николаю Павловичу для лучшего управления государством». Позднее в 1830—1840-х годах появилась легенда о том, что Александр, измученный угрызениями совести (как соучастник убийства своего отца императора Павла), инсценировал свою смерть вдалеке от столицы и начал скитальческую, отшельническую жизнь под именем Фёдора Кузьмича. Сторонники этой версии утверждали, что вместо императора в Петропавловском соборе был погребён другой человек (часто называется фельдъегерь Масков, в семье которого долго сохранялось предание, что их предок похоронен в императорской усыпальнице). Одним из первых, кто описал легенду о сибирском отшельнике, был князь Николай Голицын, который опубликовал её в журнале «Русская старина» за ноябрь 1880 года.
Данная легенда ставится под сомнение сохранившимися бюллетенями о течении болезни царя и многими другими официальными документами, письмами, воспоминаниями, донесениями лиц — свидетелей его кончины. И, тем не менее, вера в эту легенду сохраняется и поныне. Склонны её поддерживать и некоторые историки. Так, например, член-корреспондент РАН, директор Института российской истории РАН в 1993−2010 гг. Андрей Сахаров в своей книге «Александр I» приводит различные аргументы как «за», так и «против» версии о «перевоплощении» императора:
| Аргументы «за» | Аргументы «против» |
| --- | --- |
| Дневниковые записи особо приближённых к Александру лиц — императрицы Елизаветы Алексеевны, генерал-адъютанта Петра Волконского и лейб-медика Якова Виллие о пребывании императора в Таганроге начинаются в один и тот же день — 5 ноября 1825 года — и заканчиваются практически одновременно — 11 ноября (у Волконского и Виллие) и 19 ноября (у Елизаветы Алексеевны); поскольку 5 ноября никакая опасность здоровью императора ещё не угрожала, то, по мнению Сахарова, «…приходится считать такое единодушие необъяснимым, либо объяснить его лишь желанием создать единую версию течения болезни, нужную как Александру, так и этим трём его близким людям». | Анализ почерков Александра и старца Феодора, выполненный по указанию биографа Александра I великого князя Николая Михайловича в начале XX века, исключает возможность их тождества. Однако существует категорическое заключение юриста А. Ф. Кони о том, что «письма императора и записки странника писаны рукой одного и того же человека». |
| Противоречия в протоколе вскрытия тела императора не позволяют однозначно идентифицировать тело Александра I с телом человека, которое стало объектом этого протокола. | Фёдор Кузьмич в своих разговорах, беседах часто употреблял южнорусские и малороссийские слова вроде «панок», что было совершенно несвойственно выросшему в Петербурге Александру I. |
| На смертном одре Александр, по воспоминаниям современников, был совершенно не похож на себя при жизни. | Несходство прижизненного и посмертного обликов императора может объясняться плохими условиями бальзамирования в Таганроге, тряской в пути, действием жары, стоявшей в ту пору на юге. |
| Отсутствие на панихиде и траурных церемониях в Москве и Санкт-Петербурге императрицы Елизаветы Алексеевны и ближайшего сподвижника П. М. Волконского. | В силу особенностей характера Александра (властолюбие, упорство, хитрость) предположить добровольное оставление императором престола сложно. |

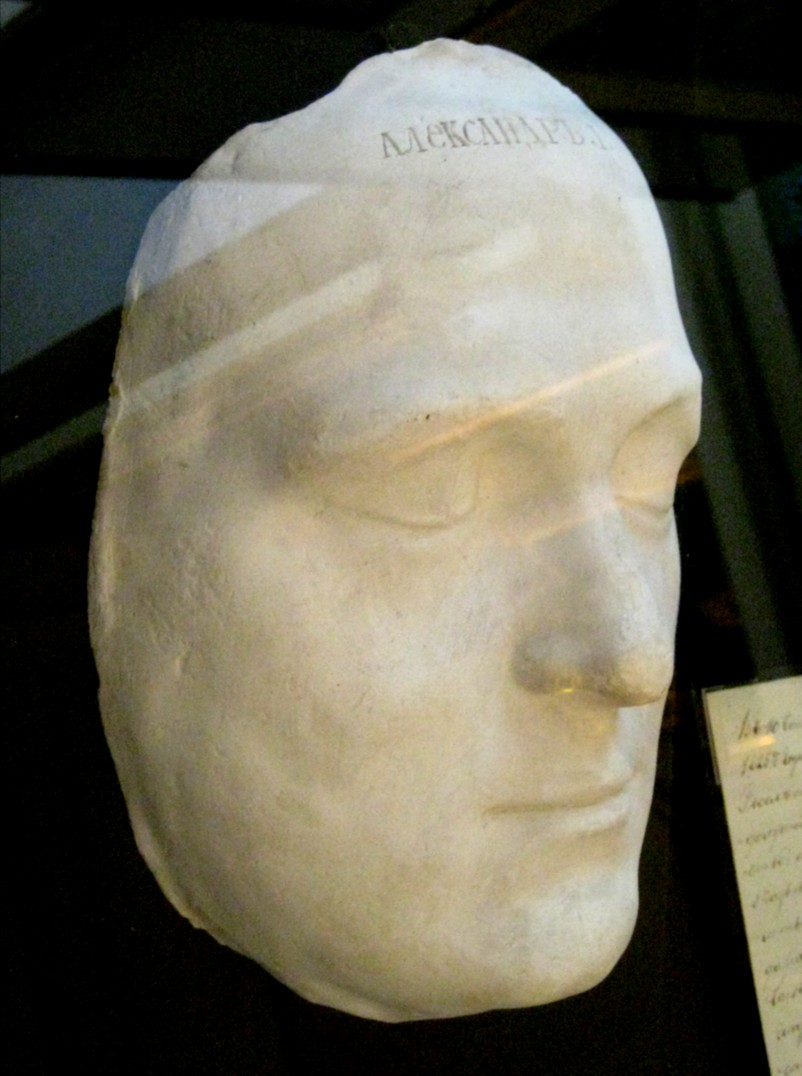
Посмертная маска Александра I демонстрирует несомненное сходство с портретными изображениями царя

В качестве возможных аргументов, свидетельствующих в пользу версии о тождественности императора Александра и старца Феодора, указывают также факты посещения в 1873 году могилы старца великим князем Алексеем Александровичем, а в 1891 году — цесаревичем Николаем (будущим императором Николаем II), пожелавшим построить на месте кельи старца каменную церковь (строительство осуществлено не было). Сообщается и о встрече со старцем Александра II в бытность его наследником престола. Ряд исследователей отмечают, что год рождения старца — 1777, определённый исходя из его смерти в возрасте около 87 лет, совпадает с годом рождения Александра I.
Подробное расследование обстоятельств жизни Фёдора Кузьмича было проведено биографом Александра I великим князем Николаем Михайловичем. Он направил в Томскую губернию чиновника особых поручений Н. А. Лашкова. Отмечают, что население неохотно отвечало на вопросы чиновника, так как обер-прокурор Святейшего синода Константин Победоносцев длительное время преследовал распространение слухов о Фёдоре Кузьмиче в Западной Сибири. Князь обобщил полученные им сведения в краткой справке. В ней зафиксированы воспоминания дочери купца Хромова, у которого жил последние годы старец Фёдор. Среди них упоминается следующее:

Однажды летом (мы жили в Томске, а старец у нас на заимке, в четырёх верстах от города) мы с матерью (Хромовой) поехали на заимку к Фёдору Кузьмичу; был солнечный чудный день. Подъехав к заимке, мы увидели Фёдора Кузьмича гуляющим по полю по-военному руки назад и марширующим. Когда мы с ним поздоровались, то он нам сказал: «Паннушки, был такой же прекрасный солнечный день, когда я отстал от общества. Где был и кто был, а очутился у вас на полянке».

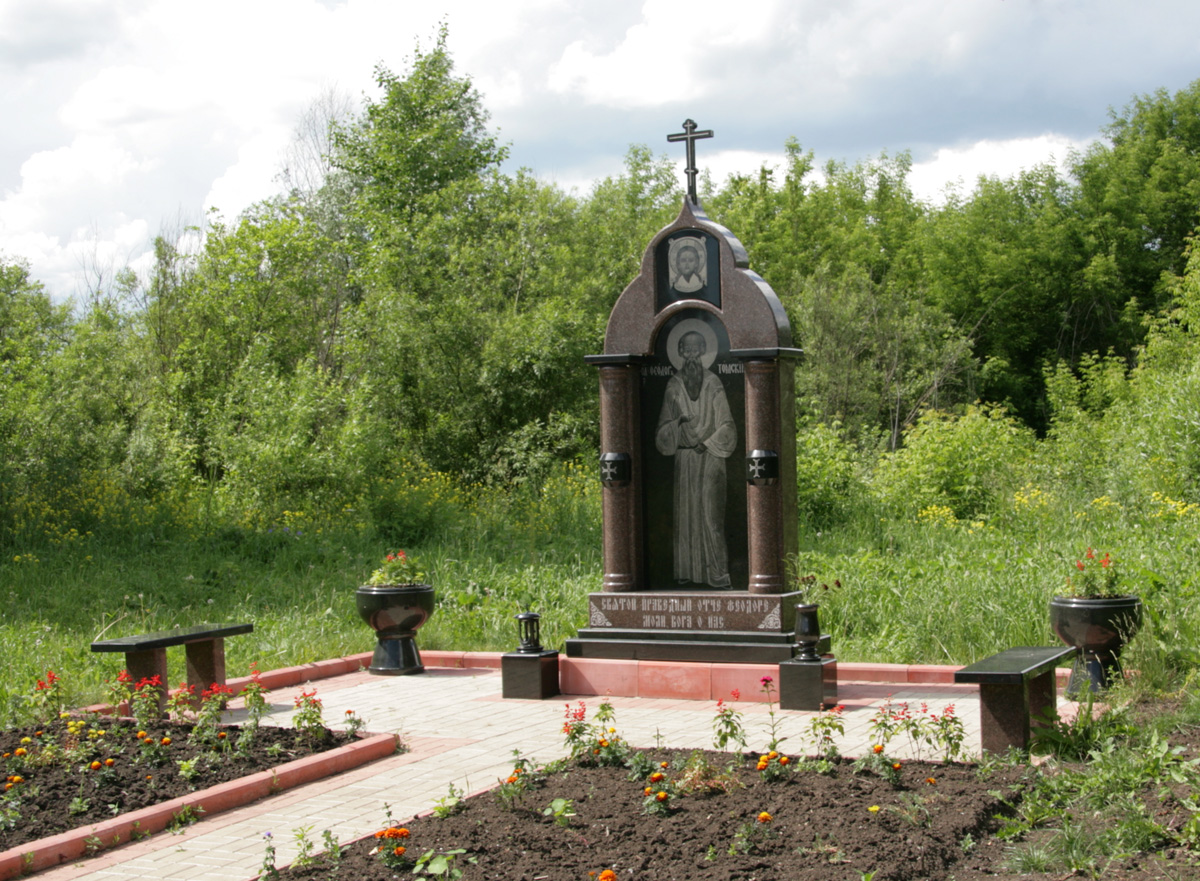
Памятник Фёдору Кузьмичу на месте его кельи в посёлке Хромовка

Однако сам купец Хромов на допросе, проведённом в 1882 году Томским губернским правлением, сообщил, что не знает ничего о прошлом старца. Сообщил лишь, что тот «был наделён даром предвидения, из-за чего к нему приезжали за советом люди издалека, особенно ценили Фёдора Кузьмича служители православной церкви, например, однажды его посетил епископ Иннокентий, впоследствии ставший митрополитом Московским». Также и перед своей смертью он отказался сообщить жившему у него писателю Николаю Наумову что-либо о Фёдоре Кузьмиче, способное подтвердить или опровергнуть легенду. Однако архиепископ Вениамин (Благонравов), начавший своё служение в Сибири ещё при жизни Фёдора Кузьмича, писал, что купец Хромов «помешался на мысли, что Фёдор Козьмич, живший и умерший у него, был не кто иной, как император Александр I. С этой вестью ездил он нарочно в Петербург… был выслушан комиссией подачи прошений на высочайшее имя, особенно же сошёлся он (по крайней мере по его словам) с Победоносцевым, которому и отсюда шлёт целые тетради о житии и чудесах Фёдора Козьмича, с доказательствами его царского достоинства». По этой причине у исследователей существует скептическое отношение к рассказам Хромова о Фёдоре Кузьмиче.
Имеются недостоверные свидетельства того, что при вскрытии гробницы Александра I в Петропавловском соборе, проводившемся в 1921 году, обнаружилось, что она пуста. В этот же период в русской эмигрантской прессе появляется рассказ И. И. Балинского об истории вскрытия в 1864 году гробницы Александра I, оказавшейся пустой. В неё якобы в присутствии императора Александра II и министра двора А. В. Адлерберга было положено тело длиннобородого старца.
Чтобы проверить достоверность слухов о якобы пустой гробнице Александра I в Петропавловском соборе, учёные возбуждали ходатайства о её вскрытии: сначала — в 1960-х гг. — перед Правительством СССР, а позднее — уже перед Правительством Российской Федерации, но всякий раз получали отказ.
В своих воспоминаниях «Причуды моей памяти» (2009 год) Даниил Гранин писал, что после бесед с Михаилом Герасимовым, мечтавшим разъяснить легенду о Фёдоре Кузьмиче, он обращался в Ленинградский обком КПСС к секретарю по пропаганде Зинаиде Кругловой с просьбой разрешить вскрытие гробницы. Та адресовала эту просьбу в ЦК КПСС, а там отказали, объяснив: «если Герасимов определит, что череп императора — череп человека, умершего не в 1825 году, а много позже, в год смерти старца, то церковь сделает его святым, что же получится — с подачи ЦК Коммунистической партии? Нет, невозможно».
В 2015 году на прошедшем в Томске форуме «Дважды вошедший в историю: Александр I — старец Федор Томский» графологи заявили, что почерки святого скитальца и покойного императора совпадают. Светлана Семёнова, президент русского графологического общества, сообщила: «Графология с высокой вероятностью позволяет утверждать, что это один и тот же человек. Малозаметные символы с возрастом не изменились. К примеру, буква „ж“ имеет петлю, которая заменяет пропущенные рядом с ней буквы „о“ и „е“».
Окончательно ответить на вопрос, имел ли старец Феодор какое-либо отношение к императору Александру, могла бы генетическая экспертиза, возможность проведения которой не исключают специалисты Российского центра судебной экспертизы. Томская епархия Русской православной церкви в лице архиепископа Ростислава заявила, что не будет возражать против проведения идентификации останков старца, но и не станет сама инициировать подобное исследование. Николай Янковский, директор Института общей генетики им. Н. И. Вавилова РАН, в частной беседе после доклада «Об итогах генетических исследований по вопросам идентификации останков семьи российского Императора Николая II» сказал, что научного интереса вопрос о происхождении старца не имеет.
Однако скептики полагают, что ни графологическая, ни генетическая экспертизы не способны разрешить загадку старца. Надлежащим объектом графологической экспертизы могут быть только подлинные рукописи, однако оригиналы записок Фёдора Кузьмича, как известно, утрачены. Кроме того, нет никаких доказательств, что записки выполнены самим старцем, поскольку известно лишь, что он носил их при себе, но никто не видел, как он их писал. Что же касается генетической экспертизы, то согласно скептической точке зрения отсутствует уверенность в том, что обретённые в конце XX в. на месте бывшего захоронения старца человеческие останки принадлежат именно Фёдору Кузьмичу, тем более, череп захороненного обнаружен так и не был.

Директор Государственного архива Российской Федерации Сергей Мироненко отмечал: 
Напомню: существует легенда, будто Александр I не умер в Таганроге 19 ноября 1825 года, а, якобы устав от государственной деятельности, тайно покинул престол и через 12 лет объявился в Сибири под именем старца Фёдора Кузьмича. Был наказан плетьми за то, что не хотел открыть своего имени, и нашел пристанище у томского купца Хромова. Но это легенда, хотя и красивая: Александр I действительно умер в Таганроге.
Возникла легенда, возможно, потому, что внезапная смерть застала императора на окраине империи. Вспомнились его слова, будто он устал: как-никак около четверти века на троне, придет время — и он удалится от дел. Такие настроения возникали у Александра и в молодости. Ещё при жизни Екатерины он думал, что отречется и тихо-мирно будет жить на берегах Рейна. Потом передумал: ведь его долг — «переустроить» Россию, а уж потом можно будет отречься. К концу жизни он снова поговаривал об уходе. Сыновей у него не было, передать престол следовало брату Константину. Но тот отказался, и императором должен был стать другой его брат — Николай. Александр вовсе не был безответственным человеком и не ушёл бы, не оставив документов о престолонаследии. Только наивные люди могут так думать.

### Императрица Елизавета Алексеевна

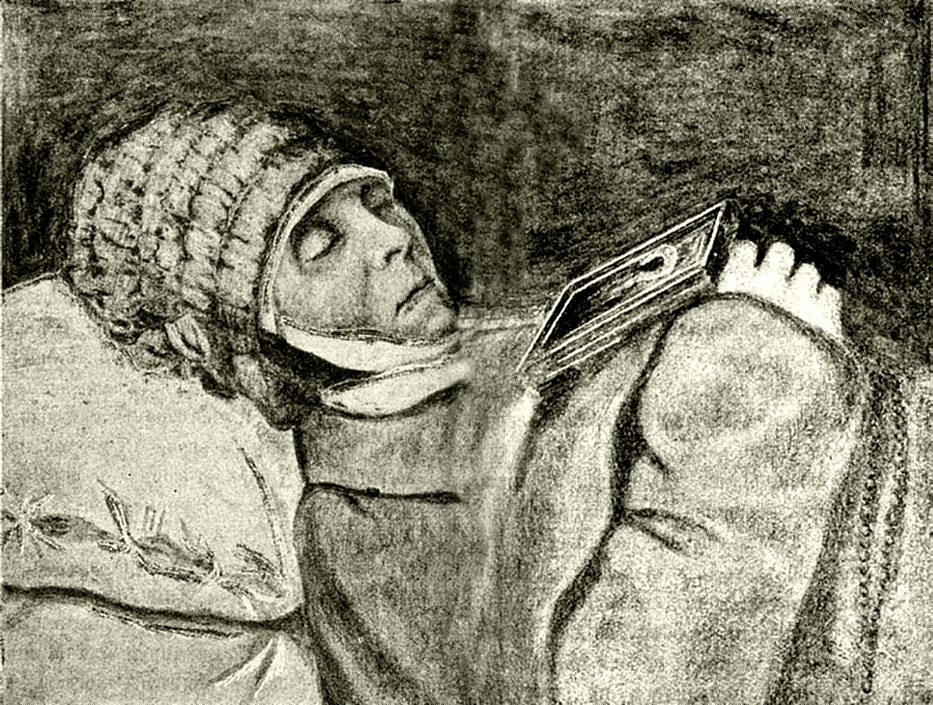
Вера Молчальница на смертном одре (1861 год)

В середине XIX века аналогичные легенды появились и в отношении супруги Александра императрицы Елизаветы Алексеевны, умершей вслед за мужем в 1826 году. Её стали отождествлять с затворницей Сыркова монастыря Верой Молчальницей, появившейся впервые в 1834 году в окрестностях Тихвина. Появлению этой легенды поспособствовали противоречивые сведения об обстоятельствах смерти императрицы, нежелание Веры Молчальницы открыть своё имя и происхождение, свидетельства о её хорошем образовании (знание иностранных языков, хороший почерк), а также особое покровительство, которое оказывалось затворнице императорской камер-фрейлиной графиней Анной Орловой-Чесменской.

### Прочие версии
По другой версии, Фёдором Кузьмичом был в действительности не Александр I, а Фёдор Александрович Уваров по прозванию «Чёрный» (за соответствующий цвет волос). В молодости дуэлянт и даже бретёр, к зрелым годам он, женившись на сестре декабриста Михаила Лунина Екатерине, дослужился сначала до гвардии полковника, а затем — до действительного статского советника. Его репутация была подорвана затеянным им судебным процессом о наследстве Михаила Лунина (последний, согласно нормам законодательства того времени, при жизни был лишён всех прав состояния по приговору за участие в заговоре декабристов). 7 января 1827 года находившийся в Петербурге Фёдор Уваров неожиданно исчезает. С тех пор живым, а равно и мёртвым, Уварова никто не видел, факт его смерти установлен не был. По мнению русского и советского историка Константина Кудряшова, именно Фёдор Уваров объявился через десять лет после своего исчезновения в образе Фёдора Кузьмича.
Существует и третья версия, выдвинутая великим князем Николаем Михайловичем, по которой Фёдором Кузьмичом был внебрачный старший сын Павла I от Софьи Степановны Ушаковой (в первом браке — Чарторыжской, во втором — Разумовской) — некто Симеон (Семён Афанасьевич) Великий. Бабка мальчика забрала его от матери и он воспитывался при её царском дворе. Однако, согласно данным Морского министерства, мичман Семён Великий погиб 13 августа 1794 года при кораблекрушении близ Антильских островов.
Наконец, высказывается предположение, что Фёдором Кузьмичом в действительности был неизвестный подвижник, взявший на себя, по церковному благословению, искупление грехов императора и совершавший тем самым как бы двойное искупление (искупляя Александра, искуплял себя): такая форма послушания иногда практикуется в православной традиции.

## Церковное почитание

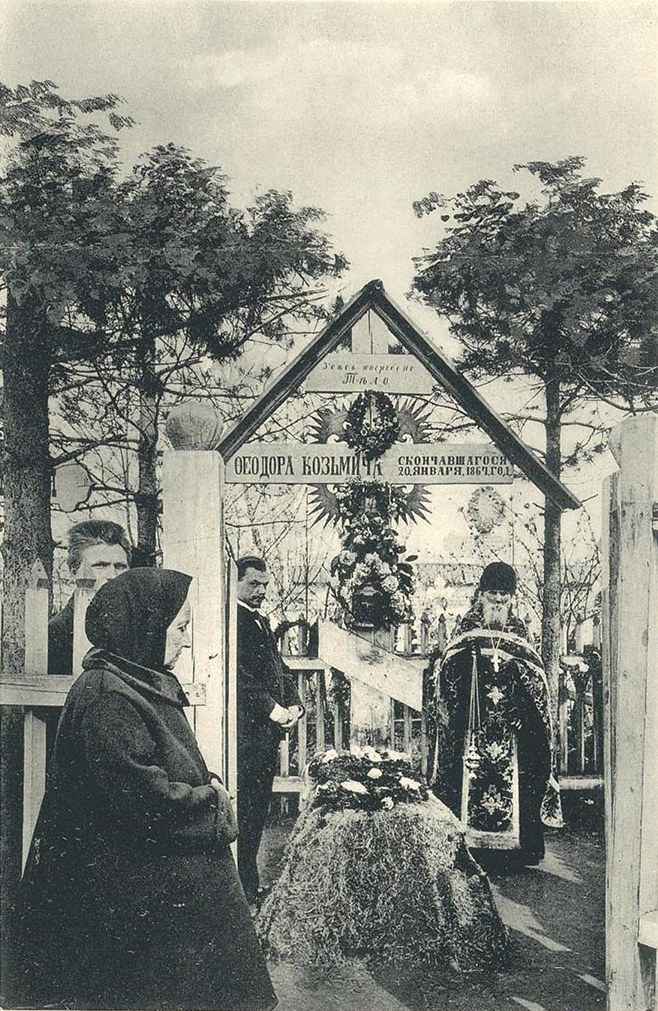
Могила Федора Кузьмича
(фотография конца XIX века)

Икона. Старец Фёдор Кузьмич Томский

Почитание Фёдора Кузьмича началось вскоре после его смерти. Особо почиталось место его погребения:

На кладбище при Алексеевском монастыре есть одна любопытная могила. Над нею стоит простой деревянный крест, обвешанный венками из живых цветов. Свежими цветами покрыт и могильный холмик. На кресте, выкрашенном масляною краскою, находится следующая надпись: «Здесь погребено тело великаго благословеннаго старца Феодора Кузьмича. Скончался 1864 г 20 января». На нижней перекладине восьмиконечного креста написаны тою же краскою литеры: «Е. И. В. А.I», то есть Его Императорское Величество Александр I. Крест и надпись поставлены томским купцом Хромовым, благоговеющим пред этою могилою. Им же и многими другими поклонниками приносятся на могилу свежие цветы.
На месте кельи старца на заимке купца Хромова был основан Феодоровский мужской монастырь, под который купец отвёл 60 десятин земли (позднее он вошёл в состав томского Богородице-Алексеевского монастыря). Томским архитектором Викентием Оржешко был создан проект часовни над могилой старца. Он был одобрен 11 июня 1903 года томским губернатором С. А. Вяземским и епископом Томским и Барнаульским Макарием, который собственноручно написал на проекте: «По настоящему разрешается устроить памятник на могиле старца Феодора». В 1904 году на деньги, пожертвованные многочисленными почитателями старца, была завершена постройка часовни, и 16 августа её торжественно освятили. При её строительстве были обнаружены останки Фёдора Кузьмича, которые объявили нетленными:

При осмотре могилы Великого Старца оказалось, что каменный склеп уцелел отлично. Доски, покрывающие этот склеп, также оказались целыми. Но одна из них провалилась, упала на гроб и проломила крышку последнего. Так как нужно было исправить повреждение и плотно закрыть гроб, то приподнята была крышка и при зажжении восковой свечи был усмотрен остов человека, голова которого покоилась на подушке. Подушка эта истлела. Голова же, склонённая несколько на левую сторону, обрисовалась весьма ясно. Волосы на голове и бороде сохранились в целости: цвета они белого, то есть седые. Борода волнистая — протянулась широко на правую сторону. Явственно обрисовались также ноги, обутые в башмаки; башмаки эти носками своими загнулись и, кажется, истлели.
В своей книге «Город Томск» А. В. Адрианов приводил ходившую в народе легенду о том, что в Томск приезжал, по одной версии, генерал, посланный Великим Князем, а по другой — целая комиссия, которая по соглашению с местной жандармской властью, разрыла могилу старца, вынула его останки и уложила в гроб, который и увезла с собою в Петербург. В. Ф. Оржешко, присутствовавший при вскрытии могилы при возведении часовни, свидетельствовал, что могила старца сохранилась.
Публикации начала 1920-х годов в томских газетах «Красное знамя» и «Советская Сибирь», отражали ходившие в Томске слухи о Фёдоре Кузьмиче, поднявшемся из могилы. Сообщалось — ночами на кладбище мужского монастыря видят могильные огоньки (по народной примете это — свидетельство присутствия темной силы) и призрачную фигуру в белом (считавшуюся призраком томского старца Федора Кузьмича).
Призрак старца выступал как воинственный, но справедливый мститель разрушителям могил и осквернителям памяти предков. Газета «Советская Сибирь» писала: «целый месяц ночью выходил [призрачный старец] в белом саване на могилу и плакал»; по другой версии, милиционер стрелял в привидение, но «рука-то у него и отнялась», а начальник милиции после этого умер. Сообщалось также о том, что комсомолец «пытался взять его в обхват, да пал ниц, и сейчас оторвать его от земли не могут». В ответ на эти слухи газета предложила «разгадку» таинственной истории, являвшейся ничем иным, как подстроенной «мистификацией попов»: призрак старца на самом деле был живой человек, бегавший по кладбищу в белых простынях на ходулях.
В 1936 году часовня была разрушена, и на её месте устроили выгребную яму.
В 1984 году Фёдор Кузьмич был канонизирован Русской православной церковью как праведный Феодор Томский в составе Собора Сибирских святых. Его мощи были обретены 5 июля 1995 года в выгребной яме на месте разрушенной часовни. В ходе раскопок, проводившихся томскими семинаристами и археологом Л. А. Чиндиной, был обнаружен гроб без крышки и в нём костные останки без черепа. Мощи в раке были помещены в Казанскую церковь томского Богородице-Алексеевского монастыря. Частица мощей имеется в храме Александра Невского в Новосибирске. В семье потомков купца Семёна Хромова хранятся личные вещи старца, в том числе его холщовая рубашка. В 1997 году была восстановлена часовня над могилой старца.
Память праведного Феодора Томского совершается (по юлианскому календарю): 10 июня (общецерковное празднование в составе Собора Сибирских святых), 20 января и 22 июня (местные празднования в Томской епархии). Святому праведному Феодору Томскому составлены житие, молитва и акафист.
В 2020 году томские власти объявили о намерении создать в деревне Хромовка на месте пребывания старца большой паломнический комплекс, главной достопримечательностью которого ещё может стать перенесенная из деревни Нагорный Иштан деревянная Петропавловская церковь 1872 года постройки.
|  | Молитва святому праведному Феодору Томскому О праведне отче наш Феодоре! Приими сию похвальную песнь, тебе с любовию и верою приносимую, и милостивно приклонися с Небесных высот, яко отец чадолюбивый, ходатайствуй верою и любовию тя почитающим грехов прощение, жития исправление, кончину христианскую мирну и ненаветну от духов злобы. И предстани тогда, о отче, прогоняя страх смертный от верных твоих рабов и чтителей твоея священнейшия памяти, безбедно творя разлучение души от тела и лютых мытарств прехождение сильным твоим ко Господу молением и предстательством, благодатию, щедротами и человеколюбием Господа и Бога и Спаса нашего Иисуса Христа и Его Пресвятейшия Матери, и твоим милостивным о нас ходатайством. Надеемся вся сия прощения получити и в день Страшного Суда десного стояния получити со всеми угодившими Богу. Аминь. |

## Отражение легенды в культуре
«Загадка» старца неоднократно привлекала к себе внимание не только учёных-исследователей, но и писателей.

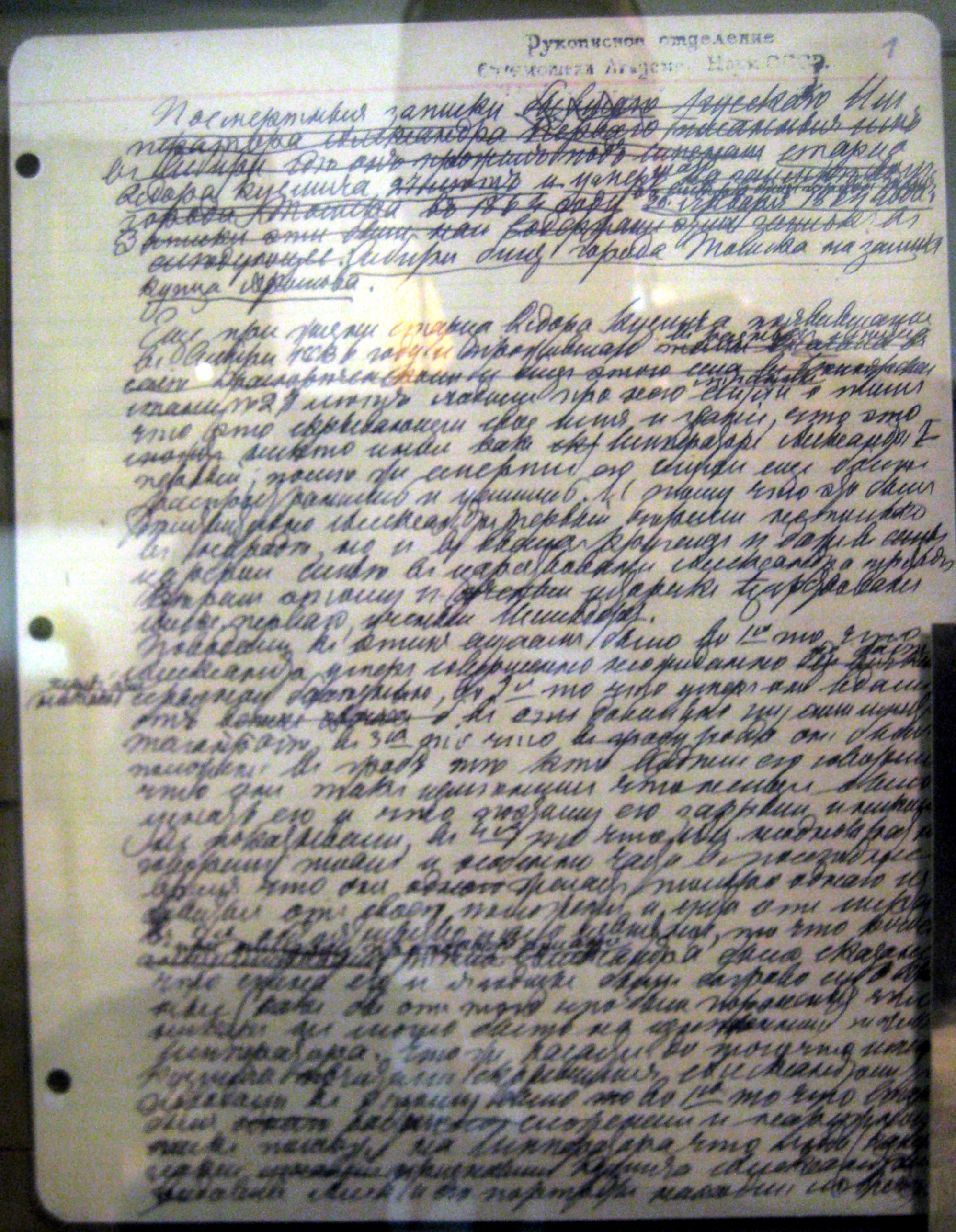
Автограф Л. Толстого «Посмертные записки старца Фёдора Кузьмича»

Так, Лев Толстой весьма интересовался легендой об исчезновении и «перевоплощении» императора и неоднократно беседовал на эту тему с великим князем Николаем Михайловичем (последний подарил писателю свою книгу «Легенда о кончине императора Александра I в Сибири в образе старца Федора Кузьмича»). По мнению Толстого (который сам склонялся к тому, что Александр I и Феодор — разные люди), «…пускай исторически доказана невозможность соединения личности Александра и Кузьмича, легенда остаётся во всей своей красоте и истинности».
В 1905 году Толстой приступил к работе над повестью «Посмертные записки старца Фёдора Кузьмича», которая, однако, осталась незаконченной, а впервые опубликована была в 1912 году.
Не исключено, что легенда о Фёдоре Кузьмиче заставила писателя творчески осмыслить тему «ухода» и отречения от мира, которая ярко проявляется в его позднем творчестве: «Отец Сергий», «Живой труп», «Записки сумасшедшего». Нельзя исключать, что уход Толстого в конце жизни из Ясной Поляны и был реализацией модели поведения, показанной в данных произведениях.
В романе Дмитрия Мережковского «Александр I» (1911—1913) тема «ухода» императора прямо не раскрывается (похоже, что Мережковский вряд ли верил в возможность подобного исхода для императора, которого считал замешанным в отцеубийстве), однако в предпоследней главе появляется идущий из Таганрога «белокурый, плешивый, голубоглазый, сутулый, рослый бравый молодец, какие бывают из отставных солдат… Имя его было Фёдор Кузьмич».
Давид Самойлов, заинтригованный упомянутым в записке Феодора Кузьмича словом «струфиан», написал в 1974 году поэму «Струфиан (Недостоверная повесть)», где легенда об исчезновении императора переосмысливается с совсем уж фантастических позиций (император похищен НЛО), но при этом Фёдор Кузьмич у Самойлова — религиозный прожектёр — не отождествляется с Александром.
Герои повести Агнии Кузнецовой «Долли» (1985), молодые люди 1980-х годов, обсуждают между собой историю Фёдора Кузьмича и возможность его тождества с Александром I.
В повести Натана Эйдельмана «Первый декабрист» (1990), посвященной В. Ф. Раевскому, значительное место уделено загадке Фёдора Кузьмича и связанным с ней предположениям и слухам.
В 1998 году Дмитрий и Игорь Таланкины сняли художественный фильм «Незримый путешественник», повествующий о последних днях жизни императора Александра I и его супруги Елизаветы, которые они вместе провели в Таганроге в 1825 году.
5 июля 2024 года в Томске был открыт памятник Фёдору Кузьмичу, установленный на перекрестке проспекта Фрунзе и улицы Крылова. Ещё один памятник Фёдору Кузьмичу был установлен в Хромовке.